# He Jiankui
He Jiankui (kinesiska: 贺建奎), född 1984, är en kinesisk biofysiker. Jiankui blev världskänd i november 2018 då han meddelade världen att han skapat de första genetiskt redigerade bebisarna, närmare bestämt tvillingflickorna Lulu och Nana (pseudonymer), Barnens riktiga identiter är inte kända. Tillkännagivandet hyllades initialt i pressen som ett stort vetenskapligt framsteg. Efter granskning av hur det hela hade gått till fick han dock häftig kritik och kinesiska myndigheter avbröt hans forskningsverksamhet den 29 november 2018. Kort därefter (21 januari 2019) avskedades han också från sin forskningstjänst. I december 2019 dömdes Jiankui av kinesisk domstol till 3 års fängelse. Deras motivering var att han "avsiktligt brutit mot medicinska föreskrifter" och "överlåtet tillämpat genredigeringsteknik på human assisterad reproduktionsmedicin."(ungefärligt översatt).

## Experimentet
Barnens föräldrar valde själva att medverka i experimentet. Experimentet utfördes i samband med en provrörsbefruktning. Jiankui tog ägg och spermier från de blivande föräldrarna och preparerade äggen med gensaxen Crispr för att denna skulle bygga om en specifik gen i arvsmassan, nämligen genen CCR5. Detta i syfte att därigenom skydda barnen från att i framtiden drabbas av HIV.